# Нижние Хоразаны
Ни́жние Хораза́ны (чув. Анатри Хурасан) — деревня в Аликовском муниципальном округе Чувашской Республики. Входила в состав Чувашско-Сорминского сельского поселения до его упразднения в 2022 году.

## Общие сведения
Деревня расположена примерно в 10 км к северо-востоку от села Аликово и в 45 км к юго-западу от Чебоксар. Рядом с селом протекает река Сорма. Вдоль северной окраины деревни проходит автодорога Чебоксары — Аликово.
К деревне примыкают населённые пункты Чувашская Сорма (на севере, за автодорогой) и Шоркасы (на юго-востоке).

### Климат
Климат умеренно континентальный с продолжительной холодной зимой и тёплым летом. Средняя температура января −12,9 °C, июля 18,3 °C, абсолютный минимум достигал −44 °C, абсолютный максимум 37 °C. За год в среднем выпадает до 552 мм осадков.

## Население
| 2010 | 2012 |
| ---- | ---- |
| 111  | ↗125 |

## История
До 1917 года входило в состав Ново-Мамеевскую волость Цивильского уезда. До 1927 года — в Чувашсорминской волости Ядринского уезда. 1 ноября 1927 года вошло в Аликовский район, а 20 декабря 1962 года включено в Вурнарский район. С 14 марта 1965 года — снова в Аликовском.
В настоящее время село в основном газифицировано.

## Связь и средства массовой информации
- Связь: ОАО «Волгателеком», Би Лайн, МТС, Мегафон. Развит интернет ADSL технологии.
- Газеты и журналы: Аликовская районная газета «Пурнăç çулĕпе»-«По жизненному пути».
- Телевидение:Население использует эфирное и спутниковое телевидение. Эфирное телевидение позволяет принимать национальный канал на чувашском и русском языках.

## Название
Согласно наиболее лингвистически обоснованной этимологии, слово Анатри Хурасан (Нижние Хоразаны) происходит от слова Хорасан (фарси خراسان —Xorâsân — откуда приходит солнце). Хорасан — историческая область, расположенная в Восточном Иране. Название «Хорасан» известно со времени Сасанидов.